# Spatula hottentota
Spatula hottentota sau rața mică cu cioc albastru este o specie de rață din familia Anatidae. Este migratoare și rezidentă în estul și sudul Africii, din Sudan și Etiopia spre vest până în Niger și Nigeria și spre sud până în Africa de Sud și Namibia. În vestul Africii și în Madagascar este sedentară.

## Taxonomie
Spatula hottentota a fost anterior plasată în genul Anas, și numită Anas punctata. Acest nume a fost suprimat din cauza confuziei cu privire la specimenele tip. A mai fost denumită și Anas hottentota și Querquedula hottentota.
Rața mică cu cioc albastru este considerată monotipică, nefiind recunoscute subspecii.

## Galerie

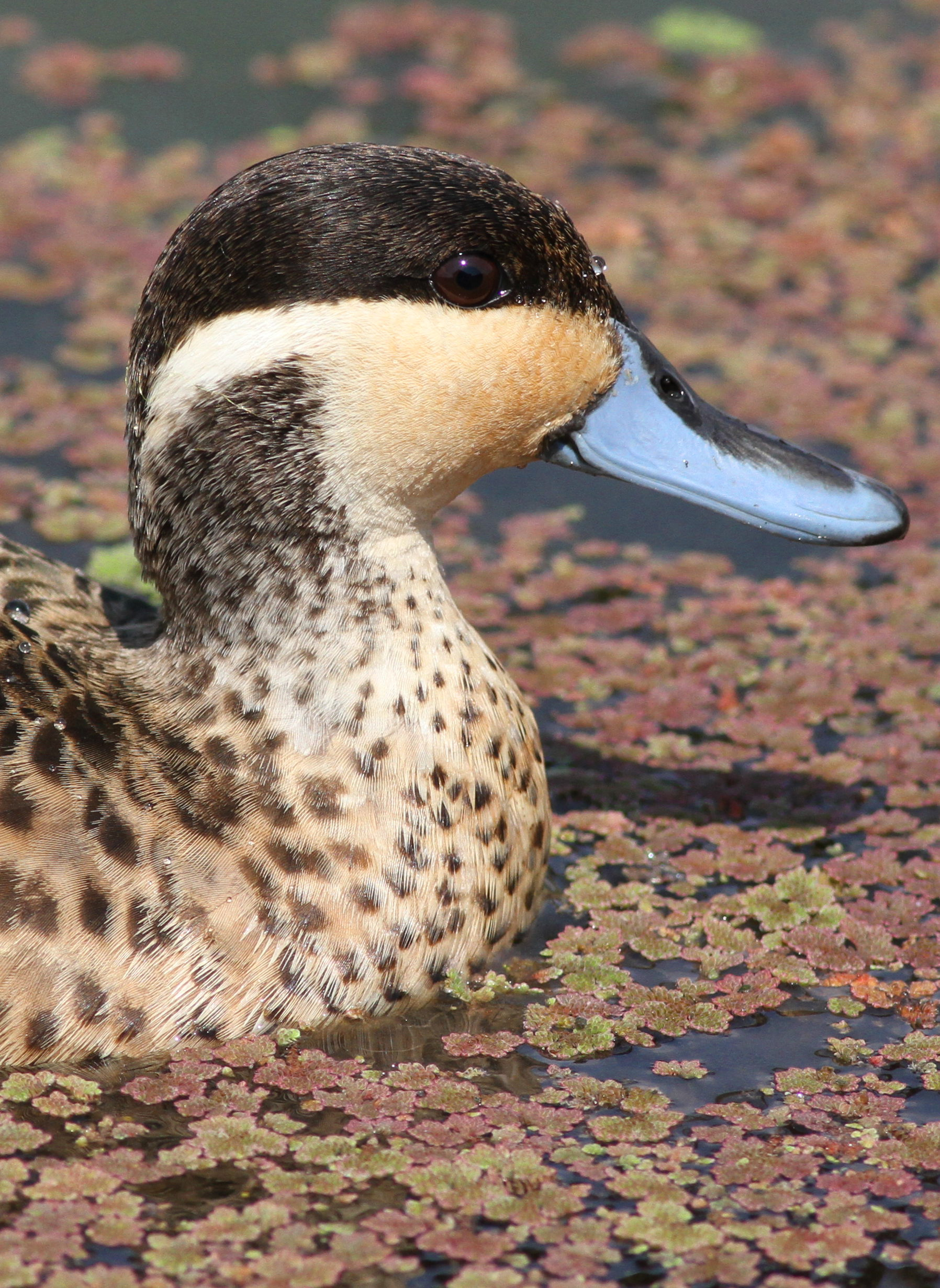
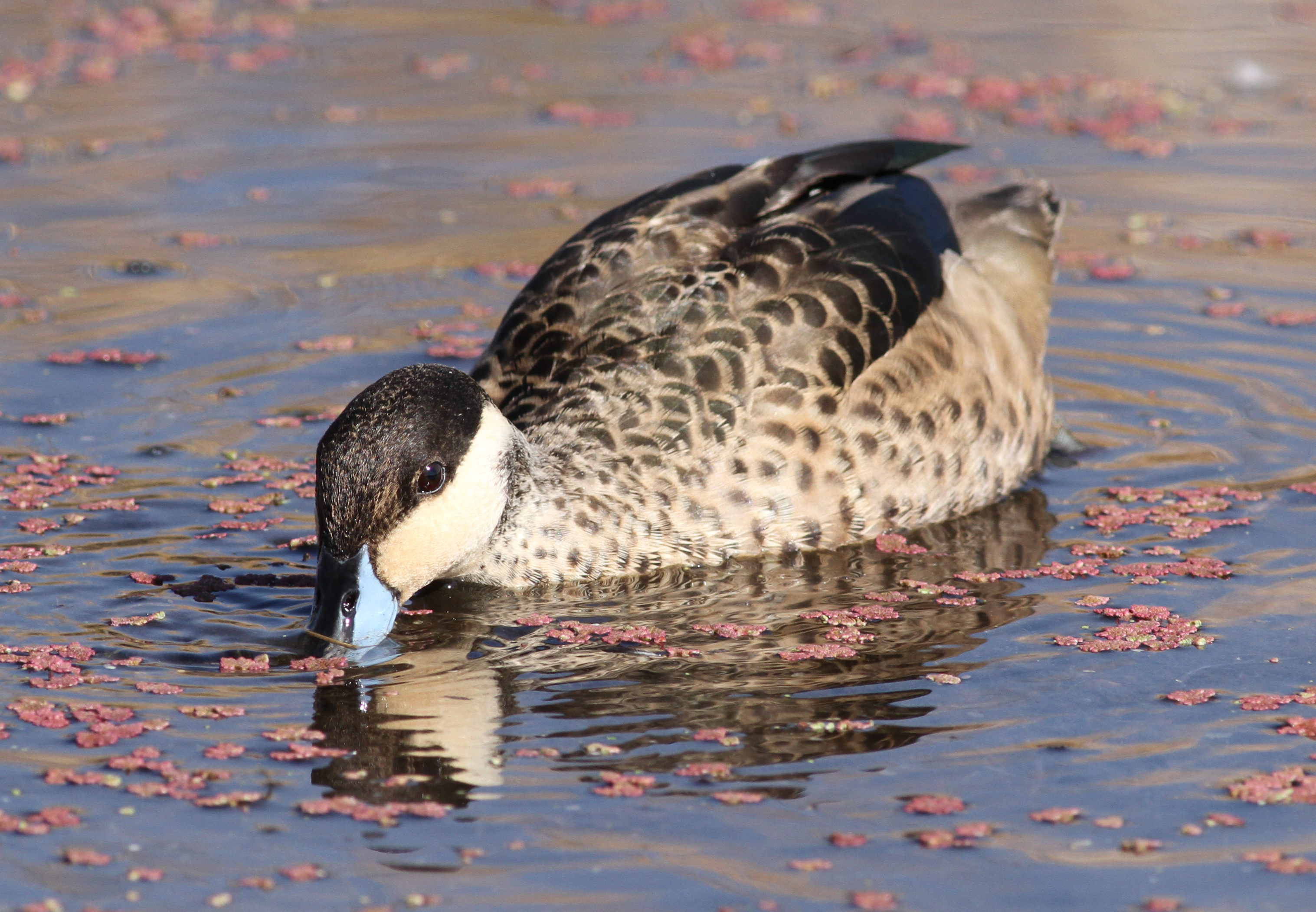
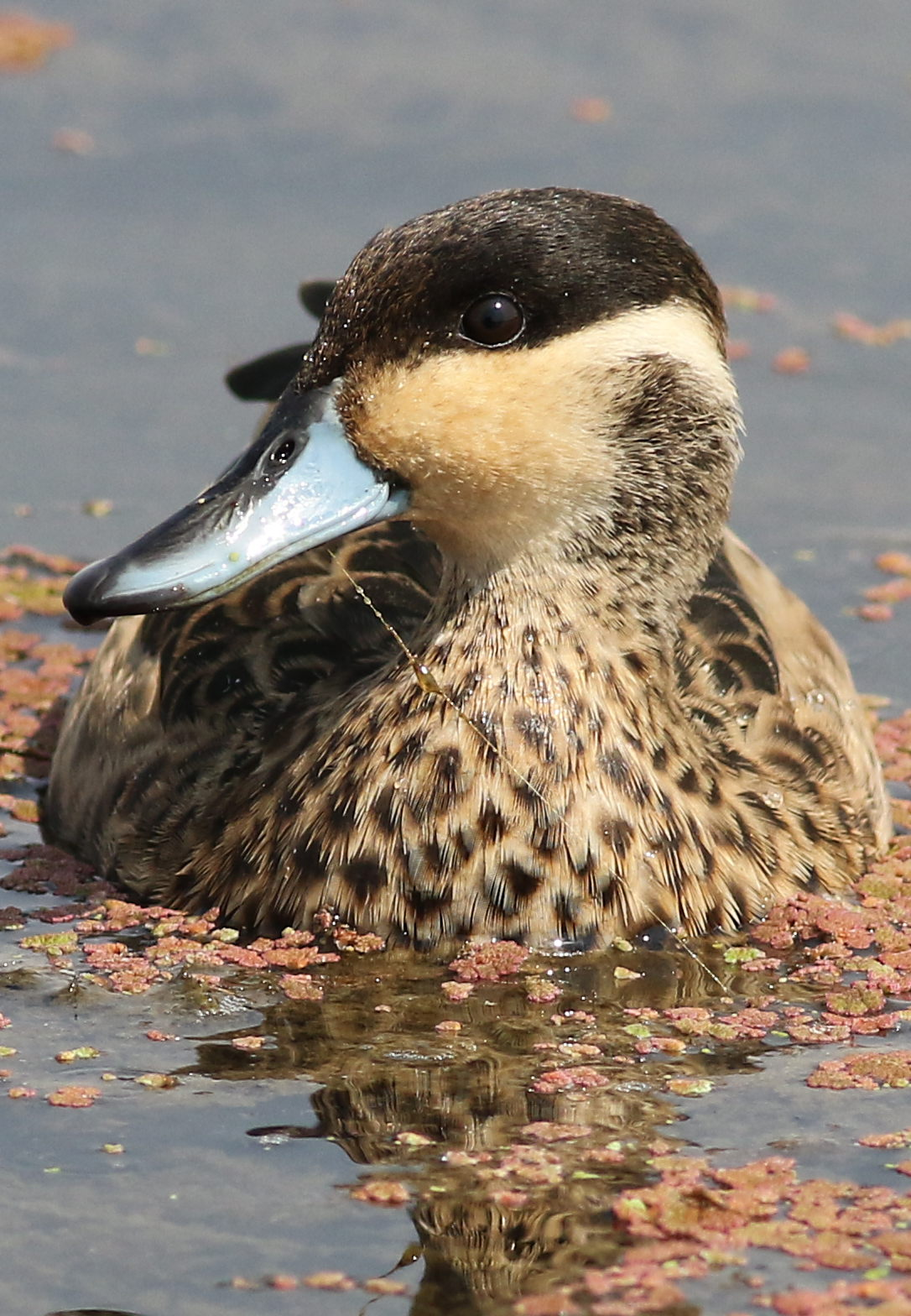
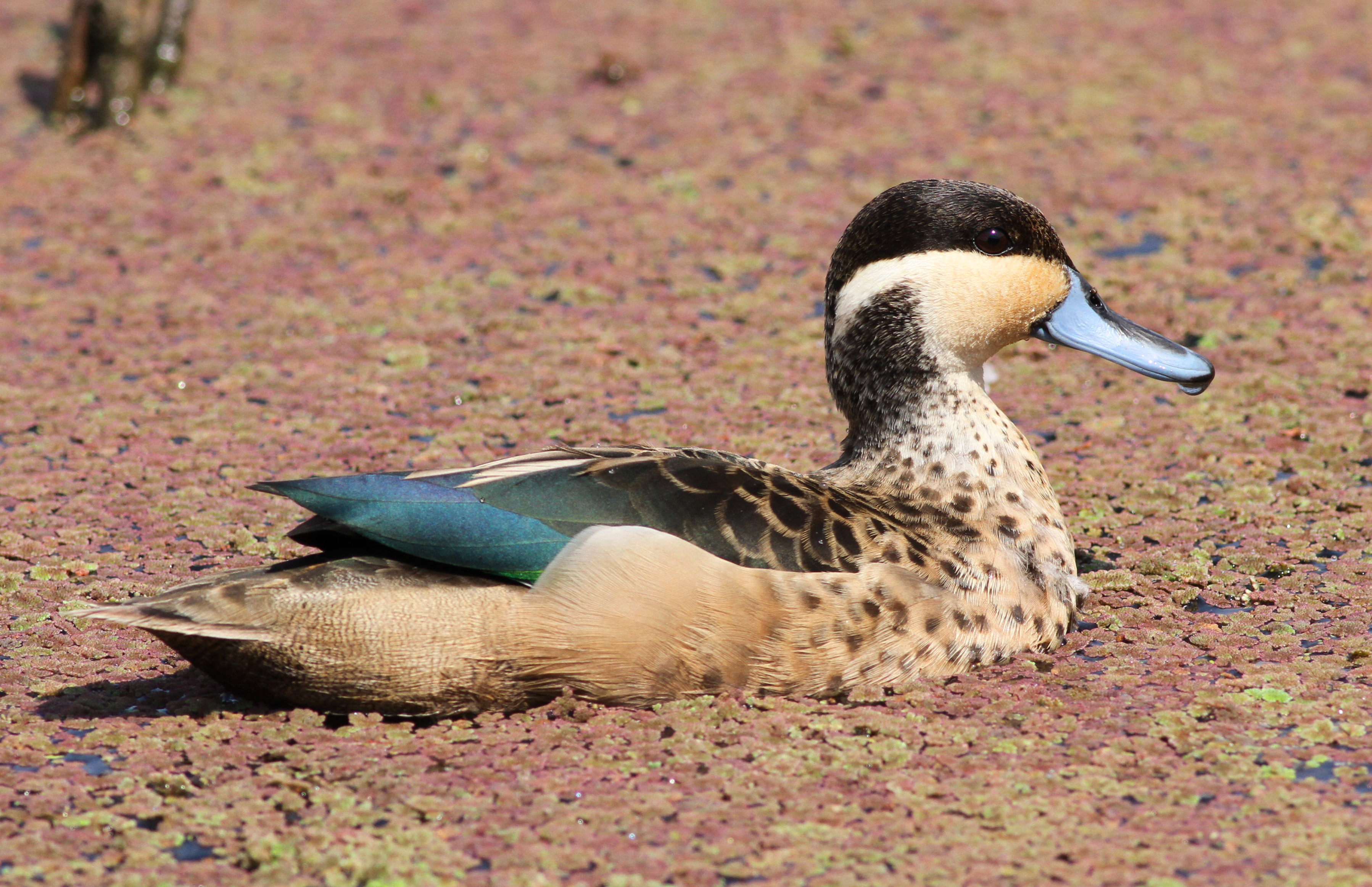